# Chesiadodes morosata
Chesiadodes morosata är en fjärilsart som beskrevs av George Duryea Hulst 1896. Chesiadodes morosata ingår i släktet Chesiadodes och familjen mätare. Inga underarter finns listade i Catalogue of Life.